# Cerkiew św. Michała Archanioła w Brunarach
Cerkiew św. Michała Archanioła w Brunarach – dawna greckokatolicka cerkiew, obecnie kościół w Brunarach.

## Znaczenie
W 2013 została wpisana na Listę Światowego Dziedzictwa UNESCO wraz z innymi drewnianymi cerkwiami w Polsce i na Ukrainie. Znajduje się na szlaku architektury drewnianej województwa małopolskiego.

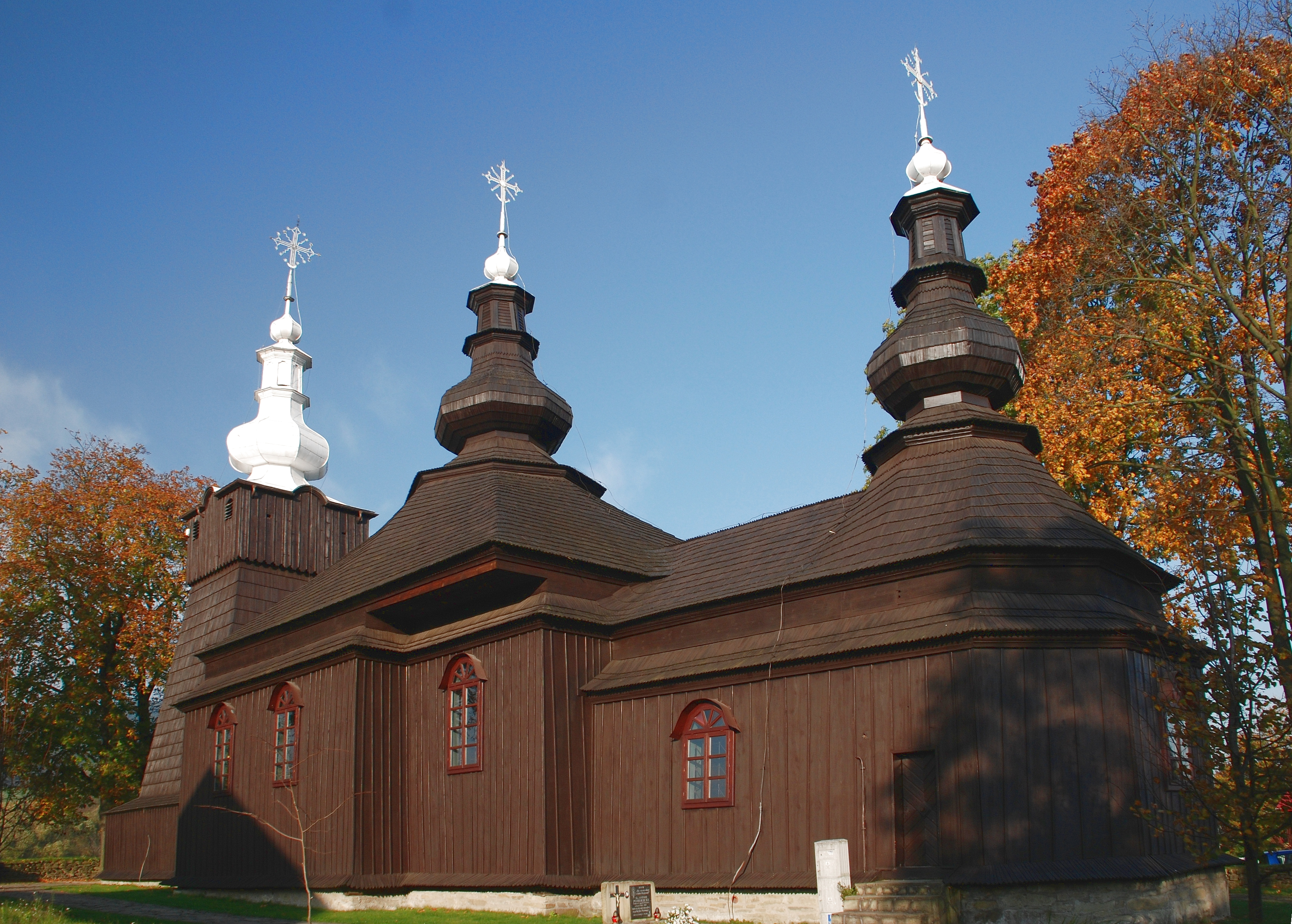
Elewacja południowa
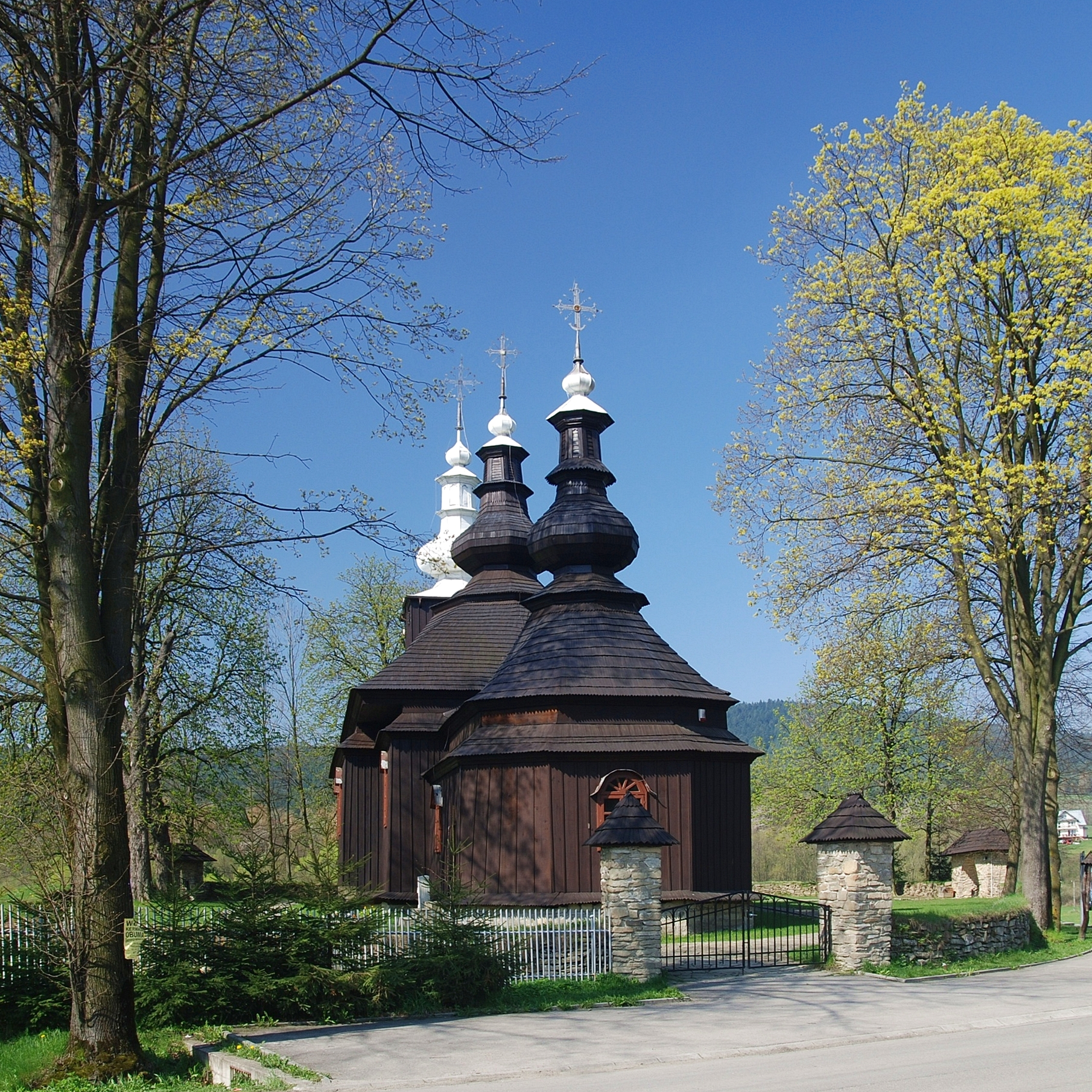
Elewacja wschodnia
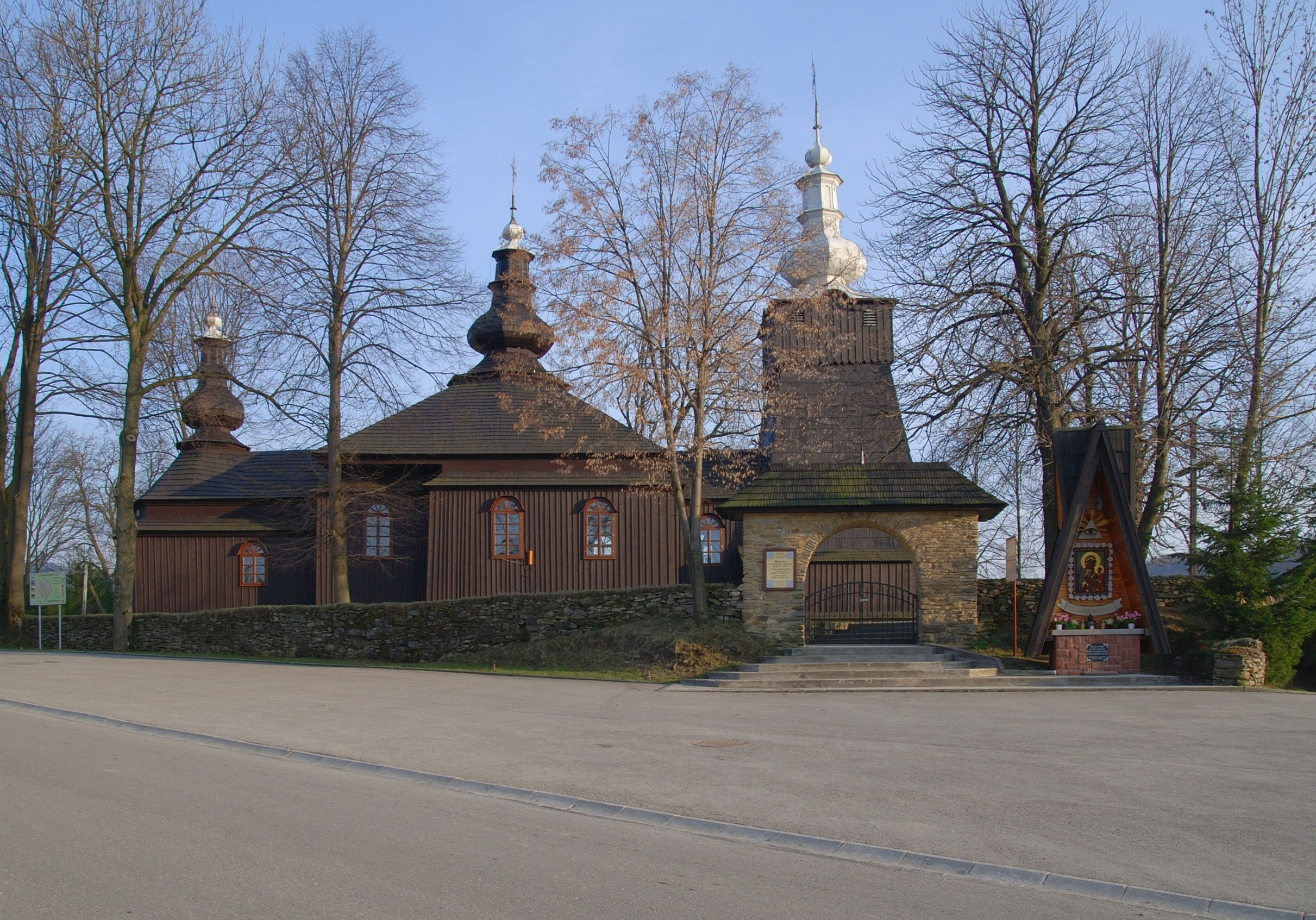
Elewacja północna

## Historia
Pierwsza cerkiew w Brunarach została wzniesiona po 1616, kiedy we wsi powstała parafia unicka. Nowa świątynia powstała w 1653, zaś współczesna cerkiew – w XVIII stuleciu. W 1831 została przebudowana i powiększona. Dawne prezbiterium połączono z nawą, dostawiając nowe, trójbocznie zamknięte, zaś całość pokryto nowym dachem. Po Akcji „Wisła” cerkiew została przejęta przez Kościół łaciński. Obecnie cerkiew jest użytkowana jako kościół rzymskokatolickiej  parafii Najświętszej Maryi Panny Wniebowziętej w Brunarach należącej do dekanatu Ropa diecezji tarnowskiej.

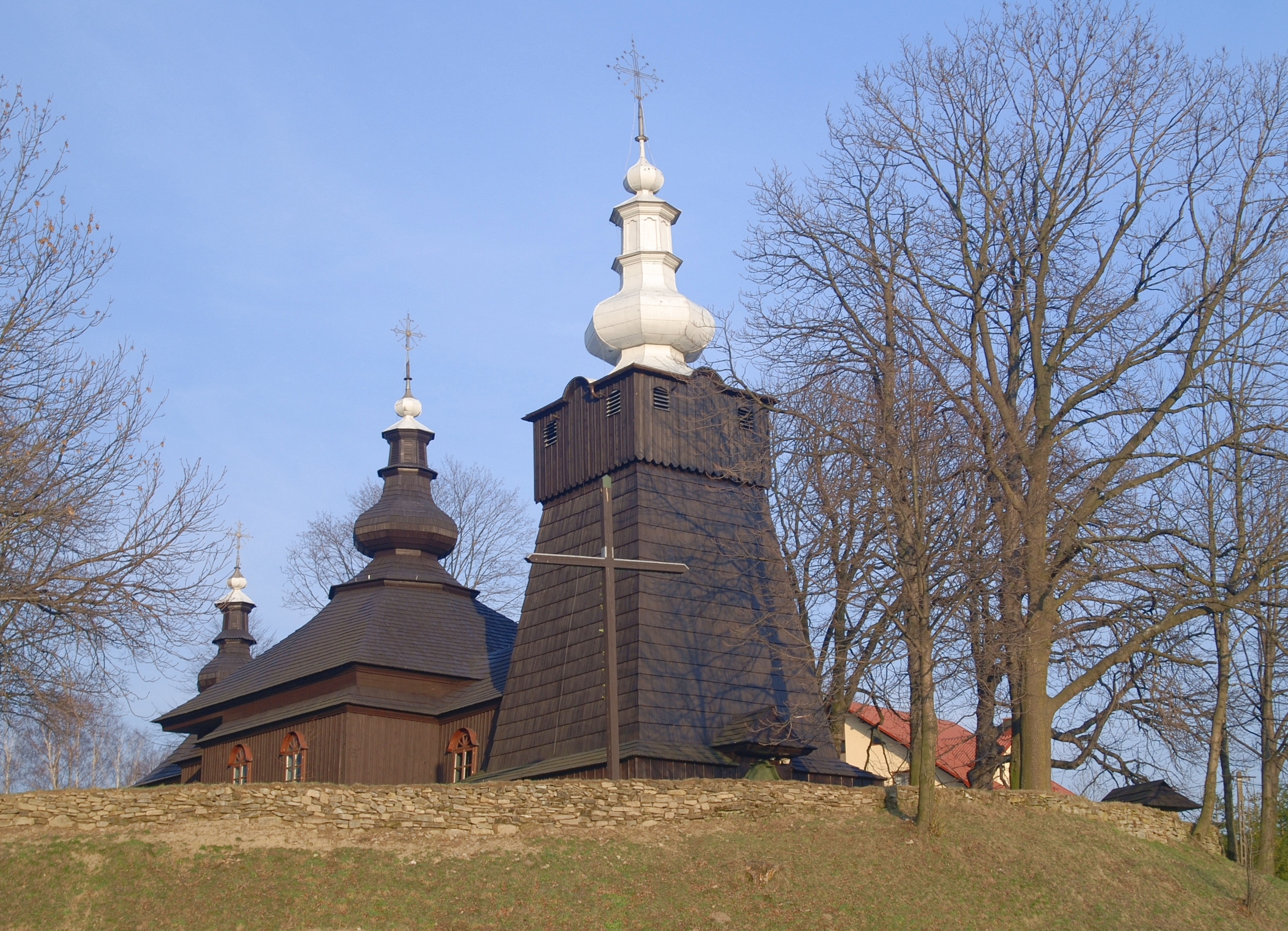
Od strony zachodniej
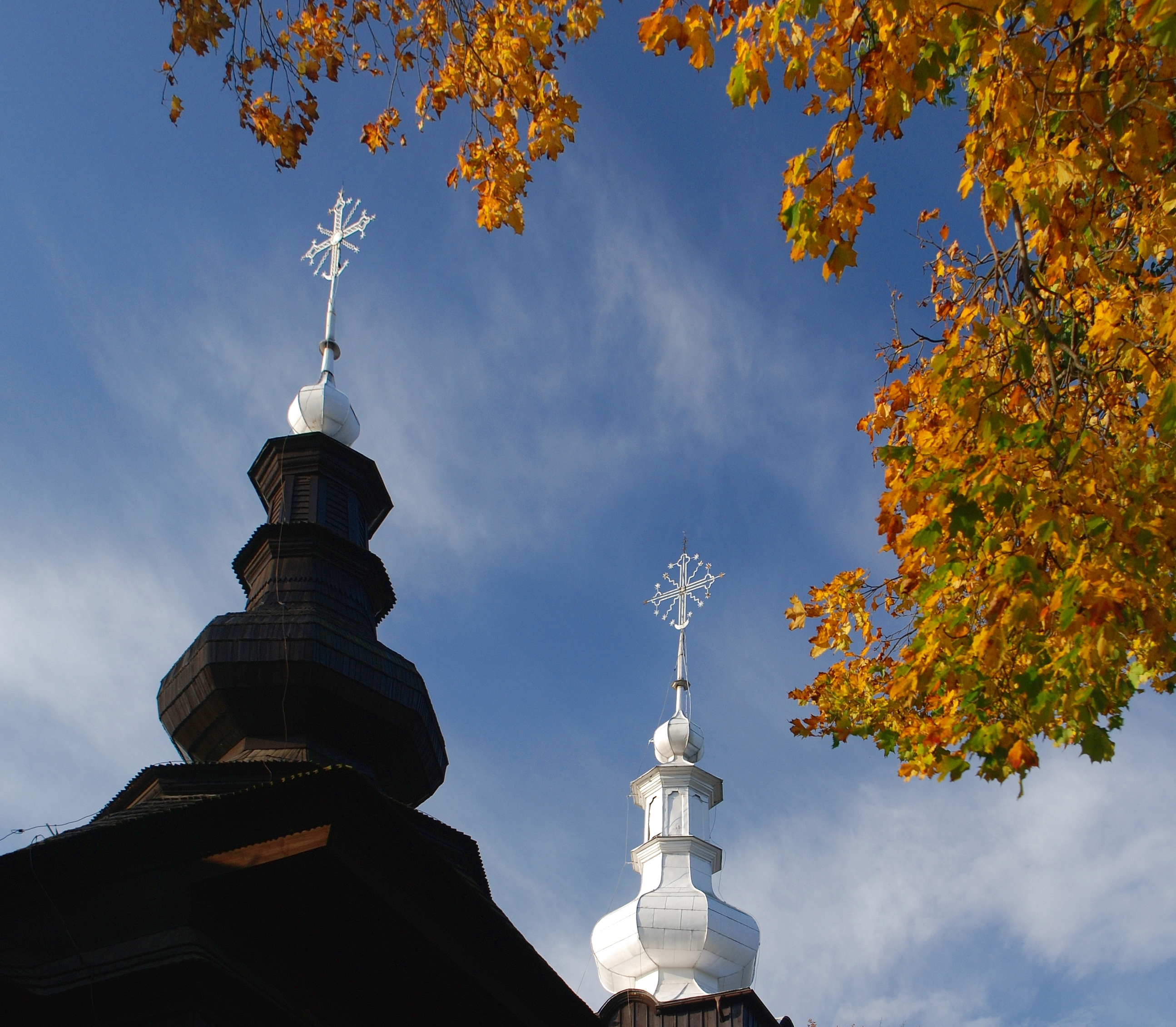
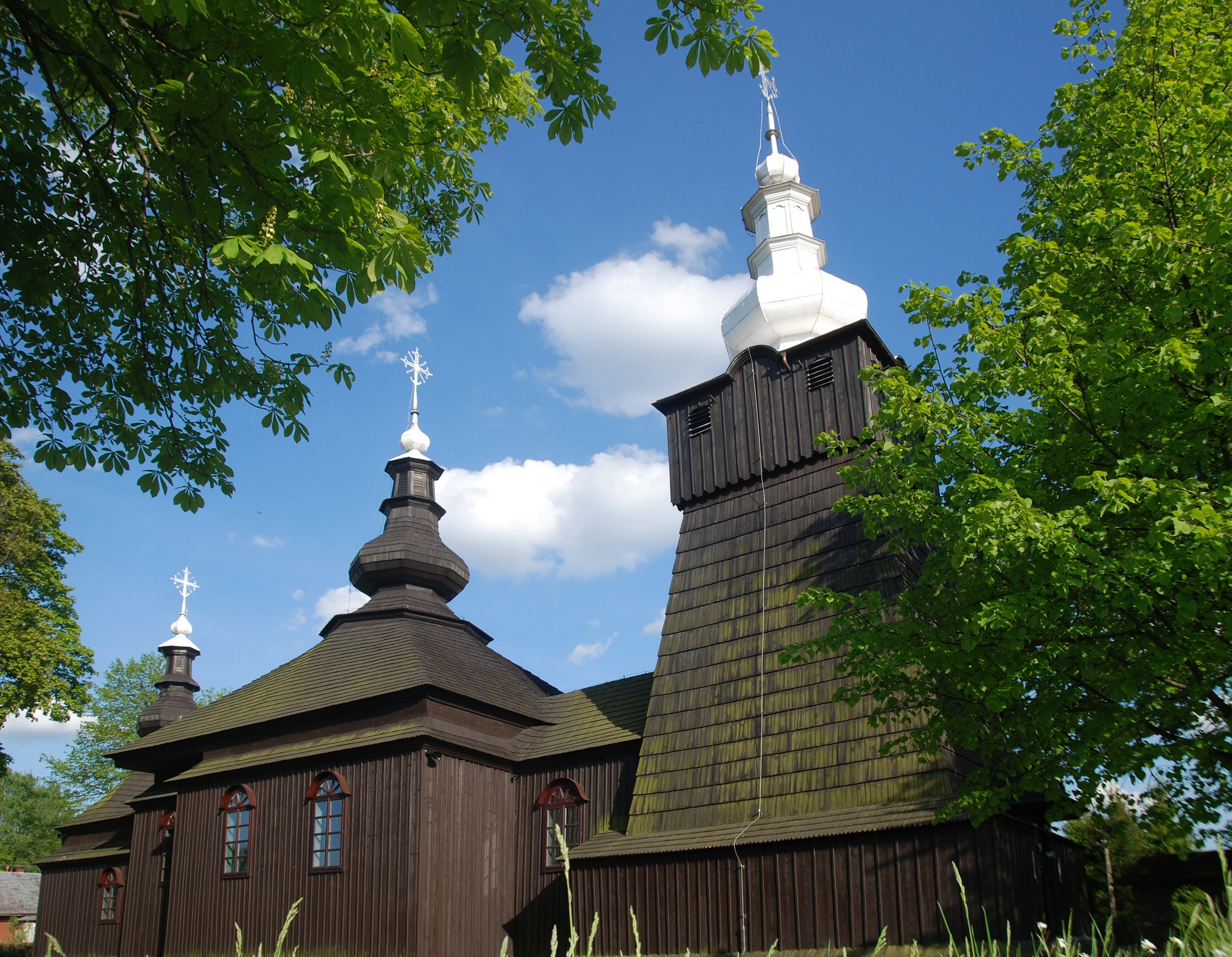

## Architektura
Cerkiew w Brunarach jest cerkwią łemkowską, trójdzielną. Nad przedsionkiem wznosi się wieża z hełmem zwieńczonym kutym krzyżem. Podobne hełmy znajdują się ponad nawą i prezbiterium. We wnętrzu znajduje się barokowy, osiemnastowieczny ikonostas. W cerkwi zachowała się polichromia, pokrywająca całość stropu i wewnętrznych ścian obiektu, wykonywana etapami między XVIII i XIX wiekiem, utrzymana w błękitnej tonacji barwnej, z motywem winorośli. Oprócz ołtarza głównego z XVII w. w cerkwi znajdują się dwa ołtarze boczne z wieku XVIII. Znajdują się w nich ikony Matki Bożej oraz Przemienienia Pańskiego.

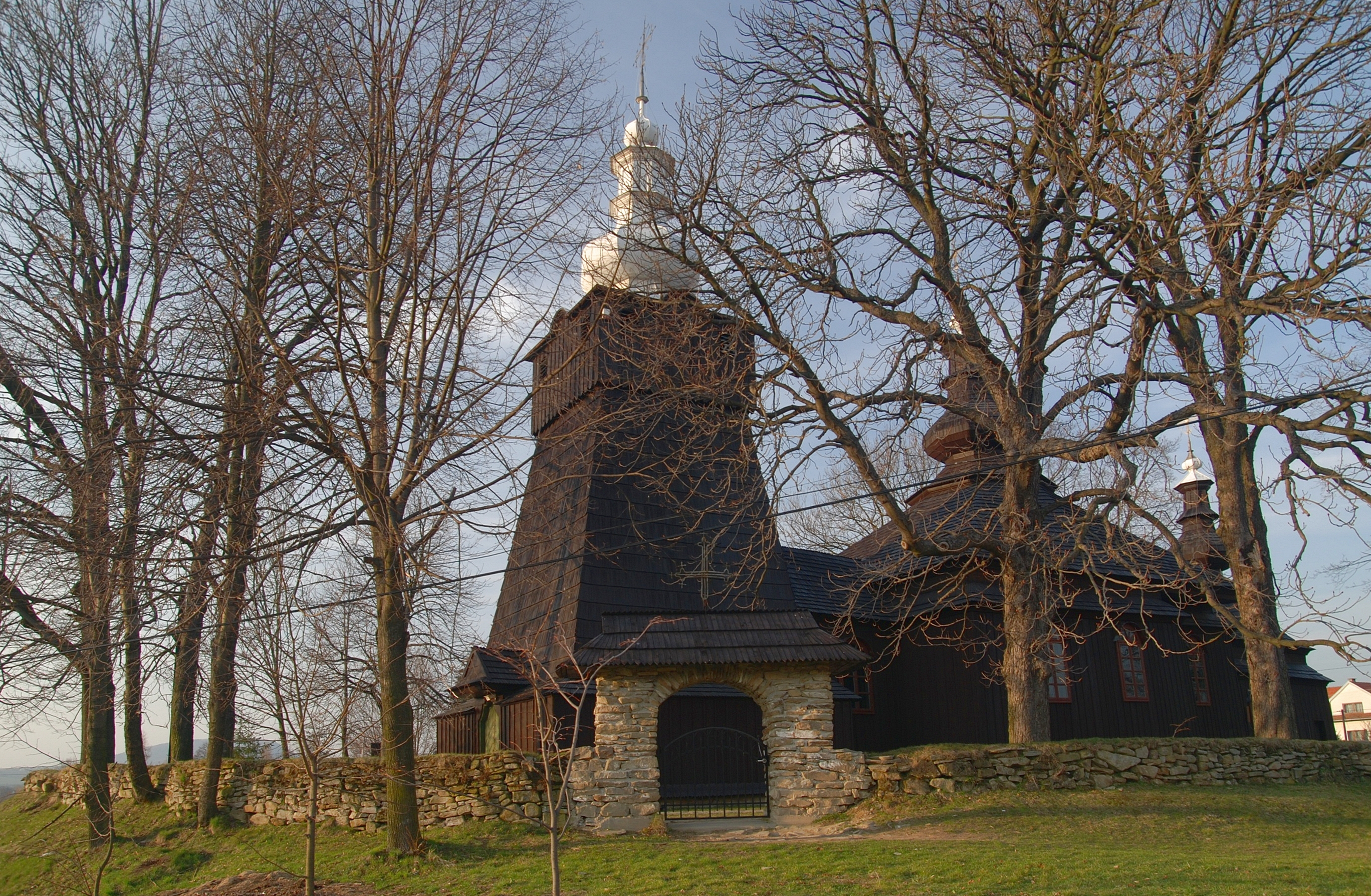
Elewacja frontowa
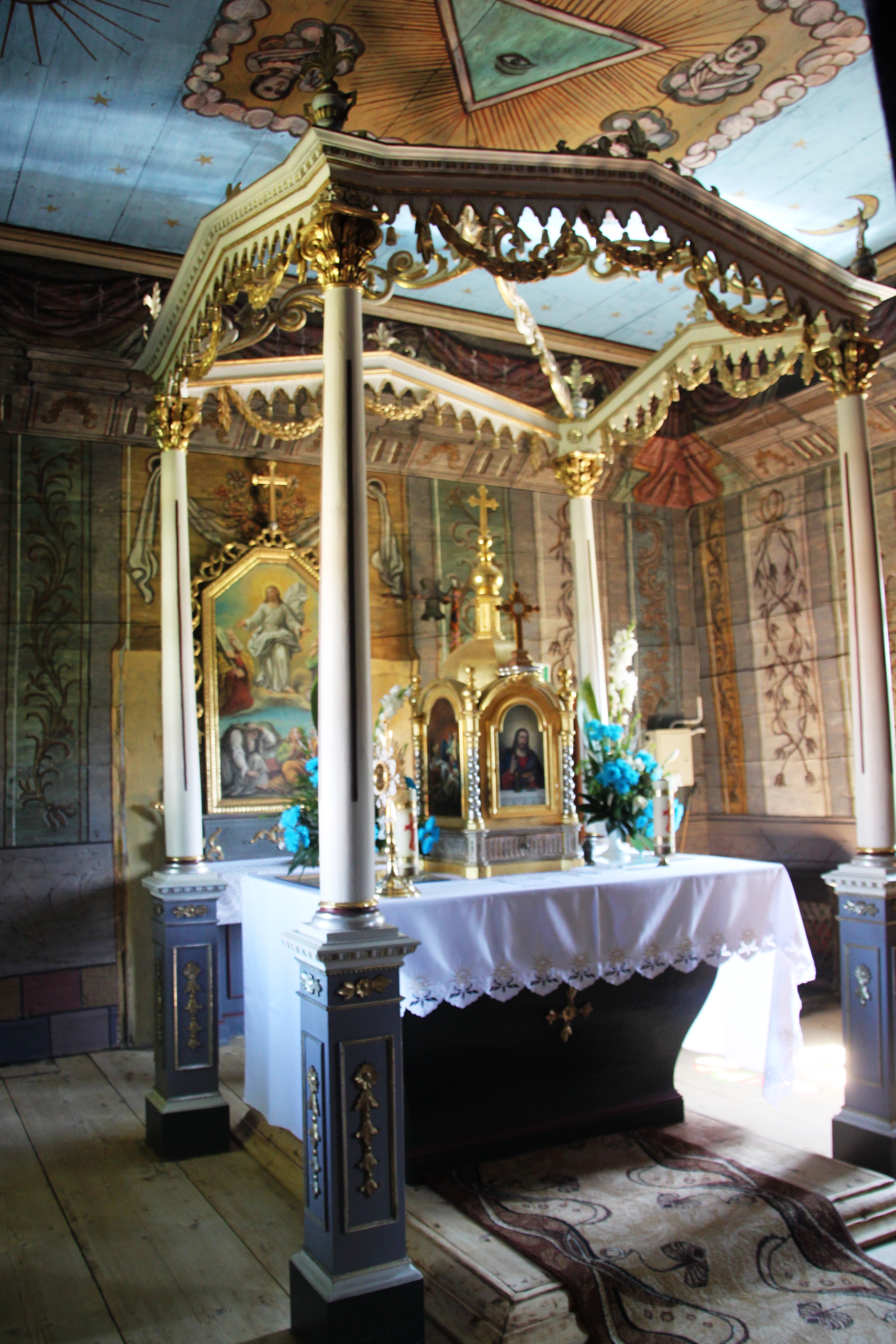
Sanktuarium
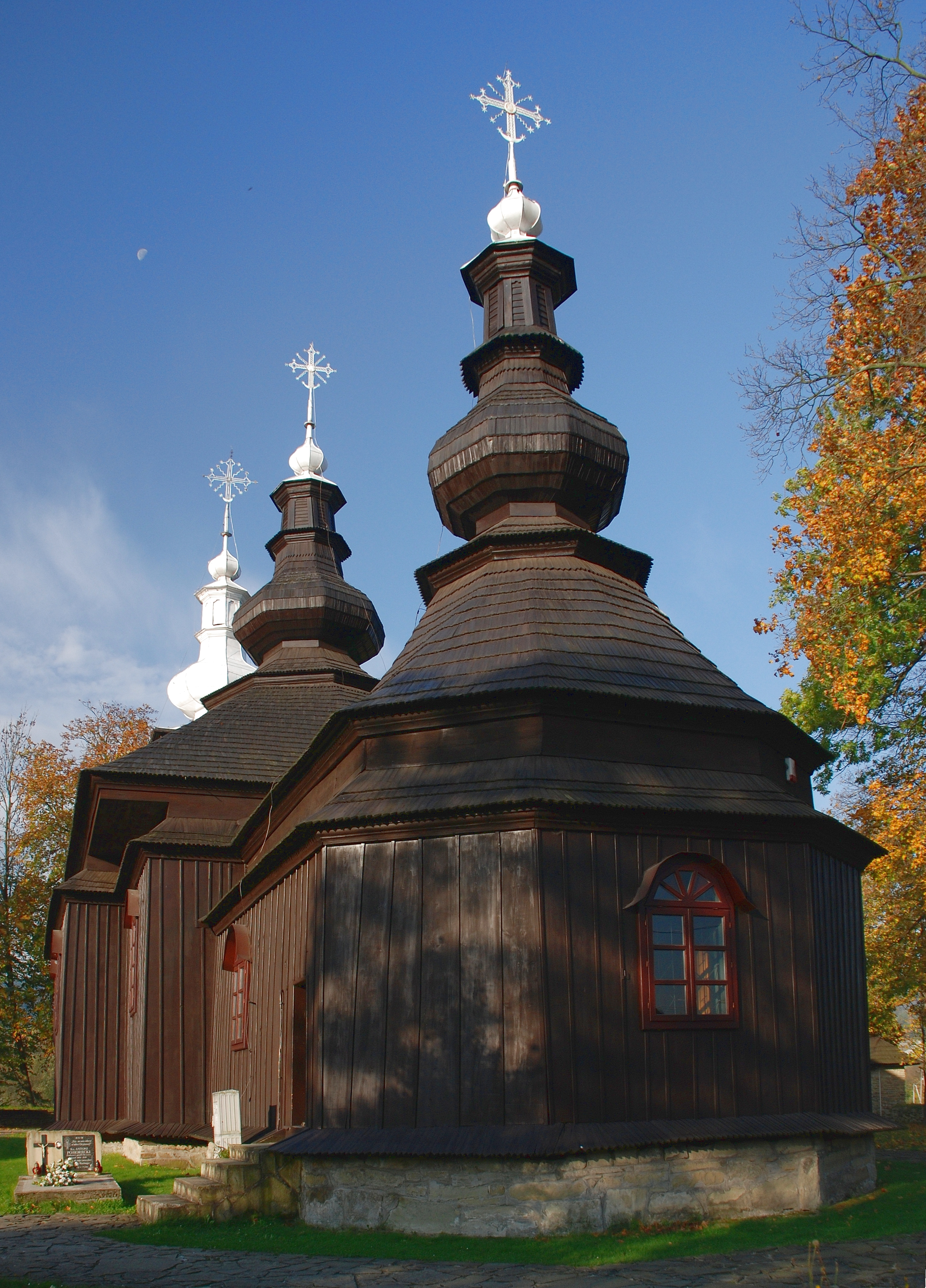

Przy świątyni znajduje się nagrobek księdza Antoniego Pohoreckiego, proboszcza brunarskiego w latach 1932-1940.